# چیویتلا رووتو
چیویتلا رووتو (به ایتالیایی: Civitella Roveto) یک کومونه در ایتالیا است که در استان لاکویلا واقع شده‌است.

## خصوصیات
چیویتلا رووتو ۴۵٫۳۳ کیلومترمربع مساحت و ۳٬۳۲۵ نفر جمعیت دارد و ۵۲۸ متر بالاتر از سطح دریا واقع شده‌است.